# 고지마정
고지마정(児島町)은 오카야마현 고지마군에 있던 정이다. 현재의 구라시키시에 해당한다.

## 역사
- 1889년 6월 1일 - 정촌제 시행에 의해 고지마군 오다촌이 발족하였다.
- 1928년 11월 1일 - 오다촌이 정으로 승격・개칭해 고지마정이 되었다.
- 1948년 4월 1일 - 아카사키정, 시모쓰이정, 혼조촌과 합병해 고지마시가 성립, 동일 고지마정은 폐지되었다.

## 참고문헌
- 巌津政右衛門『岡山地名事典』（1974年）日本文教出版社
- 岡山県大百科事典編集委員会『岡山地名事典』（1979年）山陽新聞社
- 渡辺光・中野尊正・山口恵一郎・式正英『日本地名大辞典2 中国・四国』（1968年）朝倉書店
- 下中直也『日本地名大系第三四巻 岡山県の地名』（1988年）平凡社
- 黒田茂夫『県別マップル33 岡山県広域・詳細道路地図』（2010年）昭文社